# Vulgichneumon clypeatus
Vulgichneumon clypeatus är en stekelart som först beskrevs av Berthoumieu 1896.  Vulgichneumon clypeatus ingår i släktet Vulgichneumon och familjen brokparasitsteklar. Inga underarter finns listade i Catalogue of Life.